# Un louveteau parmi les hommes
Pour plus de détails, voir Fiche technique et Distribution.
Un louveteau parmi les hommes (Волчонок среди людей, Volchonok sredi lyudey) est un film soviétique réalisé par Talgat Temenov, sorti en 1988.

## Fiche technique
- Titre français : Un louveteau parmi les hommes
- Titre original : Волчонок среди людей (Volchonok sredi lyudey)
- Réalisation : Talgat Temenov
- Scénario : Bayan Sarygoulov et Talgat Temenov
- Photographie : Georgui Gidt
- Musique : Toulegen Moukhamedjanov
- Pays d'origine : URSS
- Format : Couleurs - 35 mm
- Genre : drame
- Durée : 84 minutes
- Date de sortie : 1988

## Distribution
- Aikyn Kalykov
- Nurzhuman Ikhtymbaev
- Botagoz Nurlybayeva
- Biken Rimova
- Yerbolat Ospankulov
- Yerbol Khudajbergenov
- Kalampyr Ajsangaliyeva
- Larisa Shakhvorostova
- Aleksandr Korzhenkov